# آيت عمو موسى (سيدي لامين)
آيت عمو موسى هي إحدى مشيخات المملكة المغربية، تتبع جغرافيا لإقليم خنيفرة وإداريًا لسيدي لامين. يقدر عدد سكانها بـ 1229 نسمة حسب الإحصاء الرسمي للسكان والسكنى لسنة 2004.